# Lança Perfume (canção)
 Lança Perfume é uma canção composta por Rita Lee e Roberto de Carvalho e interpretada pela primeira e colocada no álbum homônimo de 1980 da cantora.

## Contexto
Segundo ao Roberto de Carvalho no podcast Papo com Clê "Fiz ela no piano. Lembro que eu estava no piano da sala de jantar e meu pai estava sentado ouvindo. Ele foi a primeira pessoa que ouviu. A Rita ainda não tinha feito a letra, tinha a melodia e eu cantarolei a música. Eu terminei e meu pai falou: ‘poxa, essa música vai ser um sucesso’. Eu respondi: ‘Deus te ouça’". Em uma entrevista feita pelo portal de noticias GNZ, Rita Lee falou que o titulo da música foi inspirando em uma brincadeira que pai dela fazia quando ela era mais nova, que consistira de distribuía perfuma para a família inteira cada vez que o Corinthians fizesse um gol. A introdução da música surgiu depois que o Roberto e o Lincoln Olivetti estava lutador por qual introdução de piano que eles poderia usar na música, que acabou depois que o produtor do disco, Guto Graça Mello, decidiu usar as ambas introdução.

## Lançamento
A música, apesar de ser consideranda "imprópria" pela Divisão de Censura de Diversões Públicas, se tornou um grande hit de sucesso no Brasil, atingindo o top 5 da parada do São Paulo e sendo colocada na trilha sonora da novela Água Viva. A faixa também se tornou um hit na França, que atingiu a posição numero 7 nas paradas francesas, a música foi também lançado como single nos Estados Unidos pela gravadora Pavillion em julho de 1981, que atingiu a posição 70 nas paradas disco da america. A música vendeu mais de 200 mil copias na França e 800 mil copias mundialmente.
A faixa foi regravada em francês pelo canto da França Henri Salvador sob o título "Question de choix" em 1981, que se tornou também um hit de sucesso nas rádios europeias.

## Recepção critica
A canção era a música mais favorita do rei Charles III, que também era fã da Rita Lee.

## Videoclipe
Um videoclipe da música foi produzindo que mostra a cantora andado em uma pista de patinação, o clipe foi originalmente mostrado no Fantástico em 1980.

## Prêmios e indicações
| Ano  | Prêmio          | Categoria     | Resultado |
| ---- | --------------- | ------------- | --------- |
| 1980 | Troféu Imprensa | Melhor Música | Venceu    |

## Desempenho nas paradas
| Chart (1981)                                    | Peak position |
| ----------------------------------------------- | ------------- |
| Brasil (ABPD)                                   | 3             |
| França (IFOP)                                   | 7             |
| Estados Unidos (Billboard Hot Dance Club Songs) | 70            |
| Espanha (AFYVE)                                 | 27            |